# Enterprise (Trinidad y Tobago)
Enterprise es una localidad de Trinidad y Tobago, que forma parte del borough de Chaguanas.

## Geografía
La localidad abarca parte de la isla Trinidad y limita al norte con Endeavour Village, Homeland Gardens y Esmeralda, al sur con Lendore Village, Montrose Village y Longdenville, al este con Longdenville y al oeste con Endeavour Village, Lange Park y Lendore Village.

## Demografía
Datos demográficos de la localidad de Enterprise:
| Gráfica de evolución demográfica de Enterprise entre 2000 y 2011 |
|                                                                  |